# Mohamed Hadid
Mohamed Anwar Hadid (arabisch محمد أنور حديد, DMG Muḥammad Anwar Ḥadīd; * 6. November 1948 in Nazareth, Israel) ist ein Immobilienentwickler palästinensischer Herkunft, der in den USA Immobilien baute. Er ist bekannt für den Bau von Luxushotels und Villen, vor allem in Washington, D.C. und in der Metropolregion Los Angeles, Kalifornien.

## Leben
Mohamed Anwar Hadid ist ein Palästinenser, der im November 1948 in Nazareth, Israel als Sohn einer muslimischen Familie geboren wurde. Er ist der Sohn von Anwar Hadid (ca. 1908–1979) und seiner Frau Khairiah. Durch seine Mutter beansprucht er die Abstammung von Dhaher al-Omar, Prinz von Nazareth und dem Scheich von Galiläa. Hadid hat zwei Brüder und fünf Schwestern. Im Jahr 1964 zog er mit seiner Familie nach Washington, D.C., wo sein Vater eine Anstellung bei der Voice of America annahm. Er besuchte die Washington and Lee High School in Arlington, wo er aufgrund seiner anfangs geringen Englischkenntnisse nur im Fach Mathematik ein guter Schüler war. Anschließend besuchte er die North Carolina State University in Raleigh, verließ sie aber kurz vor dem Abschluss.

## Unternehmerische Tätigkeit
Im Jahr 1973 eröffnete er in Washington zunächst einen Autohandel und begann, alte britische Luxusautos zu importieren. Fünf Jahre später gründete er die American Export & Development Company, mit der er amerikanische Industrieprodukte in die aufstrebenden Ölstaaten Saudi-Arabien, Kuwait und Katar ausführte. Ab 1980 widmete er sich dem Immobiliengeschäft in Washington. Er gründete die Immobilienfirma Oasis Development und mit einem Partner die Hadid Investment Group. In jener Zeit hatte er geschäftlich auch mit dem konkurrierenden Immobilienentwickler Donald Trump zu tun. Ab 1983 entwickelte er auch einige Jahre lang Hotelprojekte in Aspen (Colorado), anschließend siedelte er nach Los Angeles um und widmete sich dem Luxusimmobilienmarkt.

## Insolvenzantrag
Im November 2019 erklärte sich Hadid insolvent, nachdem ein Gericht in Los Angeles angeordnet hatte, dass er seine auf einem Hang gebaute überdimensionierte Villa in Bel Air abreißen müsste, da sie drohe abzurutschen. Der Abriss würde 5 Millionen US-Dollar kosten.
Eine kalifornische Richterin wies Hadids Insolvenzantrag jedoch mit der Begründung zurück, er diene nur dazu, den verordneten Abriss zu umgehen. Im Juni 2020 wies das Oberste Gericht von Kalifornien als letzte Instanz Hadids Klage gegen die Abrissverordnung zurück.

## Privatleben
Mohamed Hadid war von 1994 bis 2000 mit Yolanda Hadid, einem ehemaligen niederländischen Model, verheiratet. Aus der Ehe gingen die Kinder Gigi Hadid, Bella Hadid und Anwar Hadid hervor, die auch Models sind.

## Kritik

### Israel-Kritik
Hadid wurde für Äußerungen gegenüber dem israelischen Staat kritisiert: In einem nun gelöschten Beitrag verglich er Israel mit dem Dritten Reich. Er hatte sich bereits zuvor auf Instagram kritisch geäußert und ihm wird seitdem von NGOs und Journalisten Antisemitismus vorgeworfen.

### Geschäftspraktiken
In den 1980er Jahren kam ein Großteil seines finanziellen Einflusses von der SAAR Foundation, einer in Herndon ansässigen Stiftung mit saudischen Wurzeln. Die Stiftung war ein 50:50-Partner in vielen von Hadids Unternehmungen. In den späten 1980er Jahren sah er sich mit mindestens 30 Klagen von Gläubigern und Banken konfrontiert, in denen behauptet wurde, er sei verschiedenen finanziellen Verpflichtungen nicht nachgekommen.
Im Jahr 1992 kam es in einer Klage der Riggs Bank zu einer Einigung gegen den Vorstandsvorsitzenden der Columbia First Bank, Melvin Lenkin, einen Geschäftspartner von Hadid bei einem Bauprojekt in Washington, D.C., bei dem es um einen Kredit ging, bei dem Hadid in Verzug geraten war. Nach der Einigung schloss Hadid sein lokales Büro, verlor sein Haus in McLean durch Zwangsvollstreckung und verließ die Gegend.